# Caiçara (futebolista)
Francisco Barbosa Gomes, mais conhecido como Caiçara, (1933 — Recife, 9 de janeiro de 2013) foi um futebolista e treinador de futebol brasileiro.

## Carreira
Durante sua carreira, treinou grandes equipes da Região Nordeste, destaque para o ABC, Botafogo-PB, Santa Cruz, Flamengo-PI, Fortaleza, Vitória de Guimarães, de Portugal e Náutico onde jogou 260 partidas.

## Títulos
- Campeonato Cearense: 1969 e 1973 pelo Fortaleza.
- Campeonato Cearense: 1975, 1976, 1980, 1981 e 1986 pelo Ceará.